# Néstor Rodríguez (futbolista)
Néstor Rodríguez (* Guayaquil, Ecuador, 8 de enero de 1986) es un futbolista ecuatoriano su posición es delantero y su club actual es el Guayaquil Sport de la Segunda Categoría de Ecuador.

## Clubes
| Club            | País    | Año            |
| --------------- | ------- | -------------- |
| Barcelona SC    | Ecuador | 2005 - 2006    |
| Oro FC          | Ecuador | 2007           |
| Barcelona SC    | Ecuador | 2007           |
| Liceo Cristiano | Ecuador | 2009           |
| Atlético Audaz  | Ecuador | 2010           |
| Río Amarillo    | Ecuador | 2011           |
| ATV Piñas       | Ecuador | 2012           |
| Ferroviarios    | Ecuador | 2012           |
| Fuerza Amarilla | Ecuador | 2013           |
| ATV Piñas       | Ecuador | 2014           |
| Guayaquil Sport | Ecuador | 2014-presente. |